# Star Gate – Tor zu den Sternen
Star Gate – Tor zu den Sternen ist eine deutsche Science-Fiction-Romanserie, die 1986 von den Autoren W. K. Giesa, Wilfried A. Hary, Uwe Anton und Frank Rehfeld entwickelt worden ist. Ihr Ursprung liegt zeitlich weit vor der bekannteren amerikanischen Serie Stargate – Kommando SG-1.
Später teilte sich die Serie in zwei voneinander unabhängige Serien.

## Vorgeschichte der Handlung
Die Erde im Jahre 2063 wird von Konzernen beherrscht; Nationen und Staaten haben ihre Bedeutung verloren, Menschenrechte scheinen nicht mehr zu existieren. Einer dieser Konzerne, Mechanics Inc., mit Sitz in Detroit arbeitet eifrig an der Inbetriebnahme eines Sternentores. Das Konkurrenzunternehmen Flibo ist ihnen hart auf den Fersen. Doch Mechanics Inc. ist seinem Konkurrenten eine Nasenlänge voraus. Der Technologiekonzern schickt ein siebenköpfiges Team durch das Tor auf der Erde – doch dann geschieht das Unfassbare: Das Team verschwindet. Auf dem Schwestertor auf dem Mond kommt es nie an. Professor Bryan Holmes, Leiter des Projekts, fliegt umgehend auf den Mond, um das dortige Star Gate zu untersuchen, und den Fehler zu finden.
Währenddessen tritt das Team aus dem Stargate – auf einem fremden Planeten. Langsam schwant ihnen, dass sie versehentlich in ein bereits existierendes Sternentor-Netz eingedrungen sind. Das Konzept besteht ursprünglich darin, Teams viele Welten bereisen zu lassen, wo sie immer wieder neue Freunde und neue Feinde vorfinden.

## Seriengeschichte

### Kioskausgabe
Im Jahr 1986 startete der neu gegründete Merkur-Verlag einen SF-Heftromanserie. Auf der ersten Redaktionskonferenz wurde beschlossen, eine Seriengeschichte um Materie-Transmitter und Sternen-Straßen zu konzipieren. Als Name wurde Star Gate – Tor zu den Sternen gewählt.
Die Serie lief 11 Bände lang und verschwand dann aufgrund wirtschaftlicher Schwierigkeiten durch mangelhafter Distribution vom Kiosk. Seit 2005 erscheint die ursprüngliche Serie unter dem Titel Star Gate – Das Original wieder komplett im Verlag Hary-Production und wird dort fortgesetzt. Die Serie im Hary-Verlag ignoriert wiederum die Aboserie bis auf Band 12. Dieser war bei Einstellung bereits gedruckt, kam aber erst mit der Aboserie zur Auslieferung.

### Fortsetzung als Aboserie
Etwa ein Jahr nach Ende der ursprünglichen Serie schrieb der ehemalige Verleger Volker Krämer erneut Werner K. Giesa an, um die Serie in veränderter Form, aber demselben Namen, fortzuführen. So kam es zu einer neuen Redaktionskonferenz auf der Neben Werner K. Giesa und seiner Frau Heike, die das Lektorat übernahm, auch Volker Krämer und Werner Wilbert anwesend waren. Dort wurde ein Konzept für eine Fortsetzung von zunächst 12 Hefte ausgearbeitet. Dabei wurde die ursprüngliche, bis Band 20 reichenden Planung komplett verworfen und ein stärker auf Raumschiffen basierendes Konzept erarbeitet, wozu zwischen Band zwölf (der nun auf die Art doch noch ausgeliefert wurde) und dreizehn ein Zeitsprung erfolgte.
Die Betreiber des Gate-Netzes in das die Menschen versehentlich eingedrungen sind erobern die Erde und erpressen gewaltige Reparationszahlungen für illegale Nutzung des Gate-Netzes.
Die bereits fertigen und begonnenen Romane für die Ursprungsserie fanden dadurch keine Berücksichtigung. Der Vertrieb sollte als Abonnement über das SF-Fandom laufen. Die Serie erschien nun monatlich mit einer Auflage von 1000 Stück. Die für schwarze Zahlen notwendigen 800 Hefte konnten jedoch nicht verkauft werden.

## Buchausgaben

### Blitz Teil 1
1997 kam der Blitz-Verlag mit Werner K. Giesa in Kontakt und wurde von diesem auf Star-Gate aufmerksam gemacht. Der Verlag legte die Serie als Paperback neu auf, mit jeweils mehreren der alten Hefte in einem Buch. Dabei wurde nach Band 11 zunächst die Abo-Serie nachgedruckt. Darauf folgend kamen auch die von Giesa für die Aboserie (nicht die für die ursprüngliche Serie) bereits geschriebene, aber nicht mehr erschienenen drei Romane zum Abdruck. Danach wurde die Serie eingestellt.

### Wilbert
Inzwischen hatte einer der ehemaligen Verleger, Werner Wilbert, erneut einen Verlag gegründet. Dieser ließ den anderen ehemaligen Verleger Volker Krämer Exposees für eine Fortsetzung schreiben. Hier gelingt es dem verschollenen Team durch gefundene außerirdische Technologie die Eroberer wieder von der Erde zu vertreiben. Dadurch lösen sie einen intergalaktischen Krieg zwischen Gatenetzbetreibern und der Erde aus.
Es erscheinen zwei Bücher von Margret Schwekendiek und Horst Hoffmann. Danach wurde die Serie erneut eingestellt.

### Blitz Teil 2
Star Gate kehrte zurück zum Blitz-Verlag. Hier erschienen vier weitere Bücher als Fortsetzung, danach wurde die Serie wieder eingestellt.

## Dramatis Personae
- Kenneth "Ken" Randall – Survival-Spezialist in Diensten von Mechanics Inc.
- Tanya Genada – Survival-Spezialistin in Diensten von Mechanics Inc.
- Bryan Holmes – Leitender Wissenschaftler des Projektes Star Gate bei Mechanics Inc.
- Clint Fisher – Leiter der Sicherheitsabteilung von Mechanics Inc.
- Lino Frascati – Konzernleiter von Mechanics Inc.
- Jerry Bernstein – Reporter
- Haiko Chan – Survival-Spezialist in Diensten von Mechanics Inc. mit mongolischer Abstammung
- Eberhard von Wylbert – Leitender Wissenschaftler bei Flibo
- Dr. Janni van Velt – Wissenschaftlerin
- Dr. Dimitrij Wassilow – Wissenschaftler
- Dr. Yörg Maister – Wissenschaftler
- Mario Servantes – Wissenschaftler
- Juan da Costa – Wissenschaftler
- Herbert Nelles – Wissenschaftler
- Pieto – ein Bulowa
- Xybrass – ein Außerirdischer

## Die Welt der Serie
Die Welt, in der die Serie spielt, unterscheidet sich eklatant von unserer Welt. Große Konzerne haben die Macht übernommen, Staaten und Nationalitäten sind zur Bedeutungslosigkeit verkommen. Die UNO gibt vor, über Wohl und Wehe der Menschheit zu wachen, gleicht jedoch einem zahnlosen Tiger, über den die Konzerne nur lachen.
Die Menschen, die für die Konzerne arbeiten, müssen sich restriktive Verträge gefallen lassen, die in ihre intimsten Sphären eingreifen. Menschen, die sich gegen ihre Arbeitsverträge vergangen haben, kommen in eine Strafkolonie auf die Venus, wo sie unter unmenschlichen Bedingungen in den Kobaltminen schuften müssen. Über die Menschenrechtsklauseln der UNO sehen die Konzerne großzügig hinweg.
Selbst in diesem quasi rechtsfreien Raum gedeihen Markt und Nachfrage. Technologische Entwicklung wird vorangetrieben, um damit Gewinne zu erzielen. Starke Sicherheitskräfte schützen die Konzerne vor Wirtschaftsspionage und Sabotage. Doch hin und wieder gelingt es einem Agenten, den Sicherheitsgürtel zu überwinden.
Mit der Eroberung der Erde werden sämtliche Konzerne zerschlagen und die Wirtschaft der Erde gnadenlos ausgeplündert. Nach der Befreiung gelingt es den Konzernen nicht, ihre ehemalige Macht zurückzugewinnen.